# Frodoino
Frodoino fue obispo de Barcelona (861-890), de origen franco-germánico. A pesar de no ser el primer obispo después de la expulsión de los musulmanes en el año 801, se le ha destacado como promotor de la restauración de la Iglesia en Barcelona e impulsor de las obras de reconstrucción de su catedral. Fue contrario a la liturgia visigoda y consta que en un concilio celebrado en Attigny en el 870 expuso el caso de un sacerdote cordobés llamado Tirso, instalado en Barcelona, que administraba los sacramentos y cobraba diezmos sin reconocer la autoridad del obispo. Estos hechos cabe relacionarlos con la intención de los monarcas carolingios y de sus condes y obispos de origen franco-germánicos de ir rompiendo sus ligaduras religiosas entre la Marca Hispánica y la Hispania dominada por los musulmanes, a la vez que la de eliminar los particularismos de raíz visigótica contrarios al centralismo y el uniformismo propugnados por la corte.
Frodoino fue también quien, en el año 878, «encontró» el cuerpo de Santa Eulalia (según la tradición, en el lugar donde está la iglesia de Santa María del Mar, entonces Santa María de las Arenas) y el que los trasladó solemnemente a la catedral. Este descubrimiento o invención, con el consiguiente impulso de la devoción a la santa, junto con su oposición a la restauración del obispado de Egara (Tarrasa), más la obtención de los reyes francos de privilegios fiscales y reconocimiento de los derechos del obispado, sirvieron para su objetivo de aumentar el poder de la sede episcopal barcelonesa.